# Kortarmad fransormstjärna
Kortarmad fransormstjärna (Ophiura carnea) är en ormstjärneart som beskrevs av Christian Frederik Lütken och M. Sars MS 1858. Kortarmad fransormstjärna ingår i släktet Ophiura och familjen fransormstjärnor. Arten har ej påträffats i Sverige. Inga underarter finns listade i Catalogue of Life.